# Дженерик
Дженерик (відтворений лікарський препарат, генерик, женерик, генеричний препарат; англ. Generic) — це непатентований лікарський препарат, що є відтворенням оригінального препарату, на який закінчився термін патентного захисту. Може відрізнятися від оригінального препарату за складом допоміжних речовин, і не тільки.
Необхідна вимога для продажу дженериків — доведена фармацевтична, біологічна і терапевтична еквівалентність вихідного препарату.

## Практика виробництва дженериків
Патент на захист інноваційного лікарського засобу діє залежно від патентного законодавства конкретної країни (наприклад, в Україні термін дії патенту на інноваційний препарат, медичний виріб чи метод лікування сягає 20 років, 12 років у США, до 25 років в Росії). Із закінченням терміну дії патенту або інших виняткових прав законодавчі обмеження на продаж лікарського засобу втрачають силу. З цього моменту практично будь-яка фірма, що має можливість освоїти технологію виробництва лікарського засобу (за умови дотримання патентної чистоти способу виробництва), отримує можливість виходу на ринок.
До позитивних якостей дженериків можна віднести низьку вартість (шляхом відсутності витрат на розробку, клінічні випробування і т. ін., або ліцензійні виплати), а також великий досвід практичного застосування лікарського засобу.
У 2006 році розпочався рух за випуск дженериків самими фірмами-розробниками брендів для того, щоб не втрачати вигоду, яка помітно перетікає сьогодні до фірм-ресинтезаторів препаратів, зокрема, в Індії та Китаї.
Де-факто, існує таке поняття як «вічнозелений» патент, який надає переваги оригінальним виробникам продовжувати патент на ЛЗ.

## Приклади
Необхідно зазначити, що кількість генериків одного препарату може бути різна. Наприклад для силденафілу їх кількість перевищує сотню.
У прикладах наведено пару: оригінальна назва (чи комерційна) препарату та назва дженерика:
- Мезим — Панкреатин-ЗН
- Но-шпа — Дротаверин
- Медасепт — Септостерил
- Панадол — Парацетамол-Д
- Аспірин — Ацетилсаліцилова кислота
- Белосалік — Акридерм
- Бепантен — Декспантенол; Пантестин гель
- Бетасерк — Бетагістин
- Биструмгель — Кетопрофен
- Віагра — Камафіл
- Віролекс крем — Ацикловір крем
- Вольтарен — Диклофенак
- Гастрозол — Омепразол
- Гроприназин — Новірин
- Де-нол — віс-нол
- Детралекс — Венарус
- Дифлюкан — Флуконазол-Д
- Длянос — Риностоп
- Зантак — Ранітидин
- Зиртек — Цетиризин
- Зовіракс — Ацикловір
- Імунал — Ехинацеї екстракт (або настій)
- Імодіум — Лоперамід
- Йодомарин — Йодид калію, Йодид Фармак
- Кавінтон — Вінпоцетин
- Кларитин — Лоратадин, Лорагексал, Ломилан
- Клацид — Кларитроміцин
- Лазолван — Амброксол г/х
- Ламізил — Тербінафін, Ламікон
- Ліотон — Гепарин гель (гепаринова мазь)
- Максидекс — Дексаметазон
- Мідріацил — Тропікамід
- Мірамістин — Хлоргексидин
- Мовалис — Мелоксикам
- Нейромультивіт — Пентовіт
- Нормодипін — Амлодипін
- Нурофен — Ібупрофен
- Омез — Омепразол
- Панангін — Аспаркам
- Пантогам — Пантокальцин
- Ринонорм — Риностоп
- Силденафіл — Потенціале
- Сумамед — Азитроміцин-Астрафарм 500 мг
- Трентал — Пентоксифілін
- Трихопол — Метронідазол
- Тридерм крем — Триакутан крем
- Троксевазин — Троксерутин
- Ультоп — Омепразол
- Фастум-гель — Кетопрофен; Ф-гель 2,5%
- Фінлепсин — Карбамазепін
- Флюкостат — Флуконазол
- Фурамаг — Фурагін
- Хемоміцин — Азитроміцин
- Ципронекс — Ципрофлоксацин
- Енап — Еналаприл
- Ерсефурил — Фуразолідон